# Marmo
Il marmo è una roccia metamorfica composta per oltre il 50% di carbonati (calcite e/o aragonite e/o dolomite). Il vocabolo marmo deriva dal greco antico μάρμαρον (mármaron) o μάρμαρος (mármaros), con il significato di "pietra splendente", a sua volta derivato dal verbo μαρμαίρω (marmàirō), che significa "splendere, brillare".

## Descrizione
Si tratta di una roccia calcarea che per effetto di metamorfismo dinamico o di contatto, ha assunto una struttura costituita da cristalli o granuli le cui dimensioni sono comprese tra 0,2 e 5 mm in base della composizione chimica e della sua genesi, che in alcuni casi risultano compenetranti. L'azione combinata della temperatura e la pressione, durante la trasformazione della roccia sedimentaria in marmo, porta alla progressiva obliterazione delle strutture e tessiture originariamente presenti nella roccia, con la conseguente distruzione di qualsiasi fossile, stratificazione o altra struttura sedimentaria presenti nella roccia originaria.
In sezione sottile il marmo appare formato da un aggregato cristallino di piccoli individui di calcite a contorni indistinti e uniti senza alcuna orientazione e senza spazî vuoti, i quali mostrano nettamente la geminazione polisintetica secondo un romboedro inverso ottuso, dovuta alla compressione. Contiene spesso minerali accessori autigeni, nei marmi di contatto si possono trovare granati, vesuvianite, scapolite, feldspati, titanite, spinello, magnetite, mentre in quelli che si formano per metamorfismo regionale si possono trovare quarzo, orneblenda, miche, talco, clorite, ematite, rutilo o grafite. Spesso è presente la silice, mentre raramente vengono trovati fosfati, nitrati e tracce di terre rare.

### Colore
Se costituiti prevalentemente da carbonato di calcio con carbonato di magnesio (>95%) risulta di colore bianco. Il tipo e la quantità d'impurità presenti determinano una variazione di colore:
- grigio, azzurrastro o nerastro in presenza di sostanze carboniose (es. grafite, carbone, bitume)
- rosso se è presente dell'ossido di ferro
- giallo-brunastro in presenza di idrossido di ferro
- presenza di macchie brune, nere o gialle in presenza di carbonato di ferro e manganese e di pirite

Il Marble Institute of America riconosce i seguenti colori:
- nero (Blk)
- blu-grigio (Bl/Gy)
- brecciato bianco-nero (Brc-Blk/W)
- marrone (Brw)
- camosciato-giallastro (Bf-Brw-Y)
- camosciato-crema o chiaro (Bf-C/L)
- camosciato scuro (Bf-Dk)
- grigio (Gy)
- grigio-bluastro (Gy/Bl)
- verde (Gr)
- rosa (P)
- arancione (O)
- rosso (R)
- bruno-rossastro (R-RBrw)
- rosa (Rs)
- brecciato con venature dal fondo bluastro o grigio (V, Brc (Bl-Gy))
- brecciato con venature dal fondo bronzato o giallo (V, Brc (T-Y))
- bianco (W)
- bianco bluastro (W/Bl)
- bianco brunastro (W-Brw)
- bianco crema (W-Cr)
- bianco dorato (W-Go)
- bianco grigiastro (W-Gy)
- bianco verdastro (W-Gr)
- giallo o dorato (Y/G)

### Tipologie
- Bardiglio
- Bianco di Asiago
- Caldia
- Marmo arabescato
- Marmo Bianconeve Ziche
- Marmo di Botticino
- Marmo di Candoglia
- Marmo di Carrara
- Marmo di Chiampo
- Marmo cipollino mandolato
- Marmo cipollino marino
- Marmo di Lasa
- Marmo occhiadino
- Marmo Pentelico
- Marmo Primavera
- Marmo verde di Taormina
- Marmo verde Alpi
- Marmo di Vezza
- Marmo di Zandobbio

- Perlato di Sicilia
- Perlato Royal Coreno
- Pietra di Apricena
- Pietra di Aurisina
- Pietra di Trani
- Pietra di Vicenza/Pietra di Nanto
- Portoro
- Rosa Perlino
- Rosa Norvegia
- Rosso di Asiago
- Rosso Levanto
- Marmo rosso di Verona
- Marmo rosso di Vitulano
- Marmo tasio

### Classificazione
Il Marble Institute of America utilizza il cosiddetto Marble Soundness Classification System che suddivide i marmi in 4 categorie principali:
- A -> marmi caratteristiche uniformi che non presentano fessure o vuoti. In questa categoria sono inclusi calcari e dolomie completamente metamorfizzate in cui i minerali non carbonatici associati all'argilla e al limo sono completamente ricristallizzati. Vengono utilizzati sia per gli interni che per gli esterni.
- B -> marmi simili a quelli nel gruppo A che presentano però imperfezioni anche evidenti, ovvero i minerali non carbonatici non sono stati completamente ricristallizzati o alterati per dare origine ad altri minerali e possono presentare delle fessure che devono essere riempite prima che la roccia possa essere utilizzata. Trovano impiego sia all'intero sia all'esterno
- C -> il gruppo più numeroso. Include rocce che presentano vuoti, fessure, linee di separazione o difetti strutturali. Le loro caratteristiche variano all'interno della stessa roccia. Sono rocce in cui il metamorfismo risulta incompleto. Vengono utilizzati principalmente per gli interni.
- D -> simili a quelli presenti nel gruppo C presentano maggiori imperfezioni

## Distribuzione
Cave di marmo si possono trovare in: Australia, Belgio, Brasile, Canada, Cina, Filippine, Francia, Germania, Grecia, Guatemala, Honduras, Irlanda, Israele, Italia, Jugoslavia, Marocco, Messico, Norvegia, Pakistan, Perù, Portogallo, Puerto Rico, Spagna, Stati Uniti, Taiwan, Turchia e Venezuela.

## Applicazioni
Il basso indice di rifrazione della calcite, che permette alla luce di "penetrare" nella superficie della pietra prima di essere riflessa, dà a questo materiale (e soprattutto ai marmi bianchi) una speciale luminosità, che lo ha reso particolarmente apprezzato per la scultura. Si ricordi, a titolo di esempio, che l'artista e scultore Michelangelo Buonarroti prediligeva il "marmo bianco" di Carrara per le sue opere.
Per marmo lastronato si intende una lastra di marmo "povero" completamente placcata (rivestita) con lastre (spesse circa 5 millimetri) di uno o più marmi pregiati. I marmi lastronati venivano utilizzati, ad esempio, come piani per i mobili per alte committenze. Con questa tecnica i marmisti di un tempo ottenevano piani in marmo pregiatissimi risparmiando notevolmente sull'impiego di marmi notoriamente costosissimi.
I marmi non colorati sono una fonte di carbonato di calcio puro, che viene utilizzata in un'ampia varietà di industrie. La polvere di marmo è un componente di coloranti e vernici, di dentifrici e di materie plastiche. Viene utilizzata anche nell'industria cartaria in affiancamento al caolino.

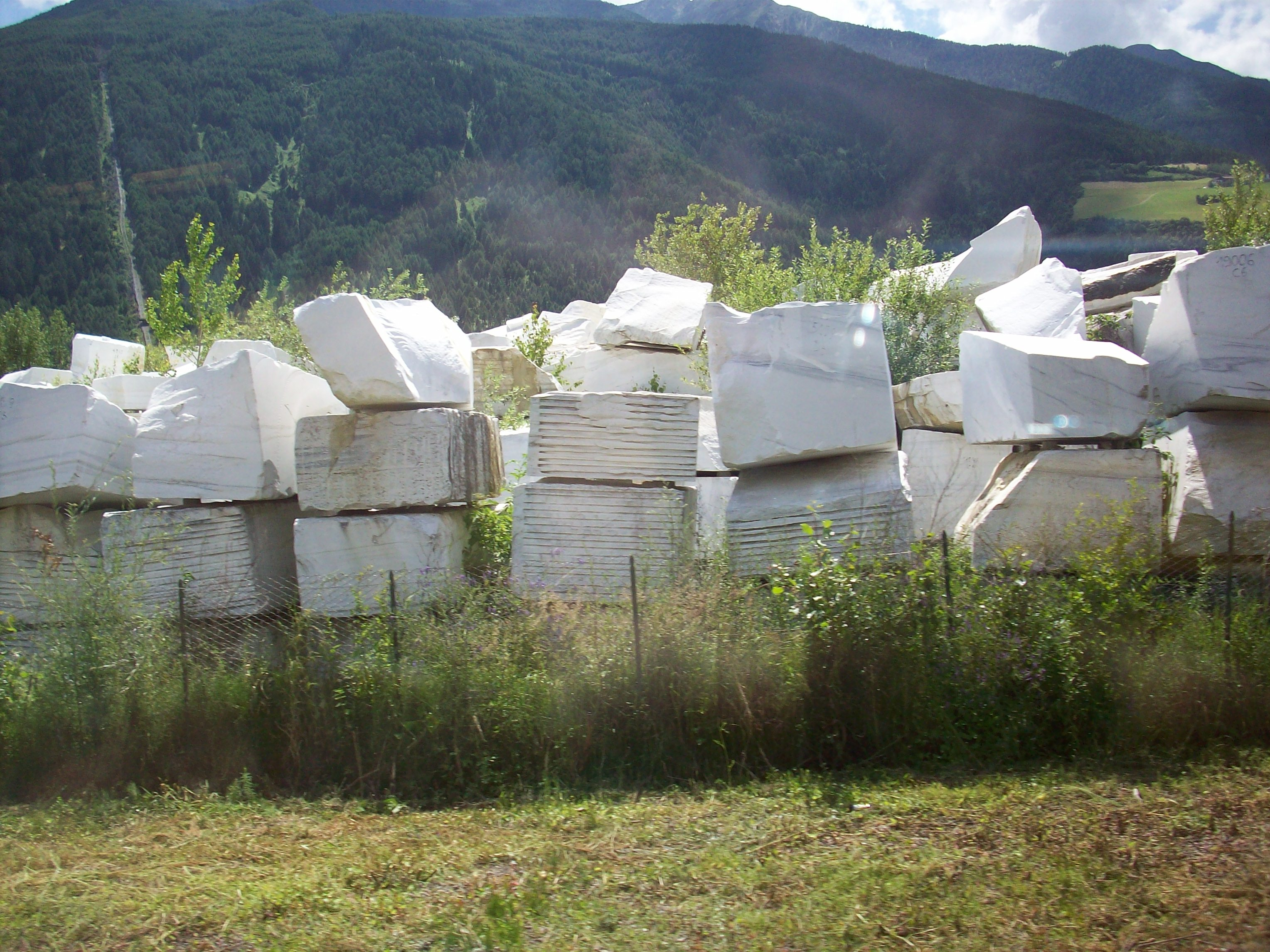
Blocchi di marmo accatastati ancora da lavorare.

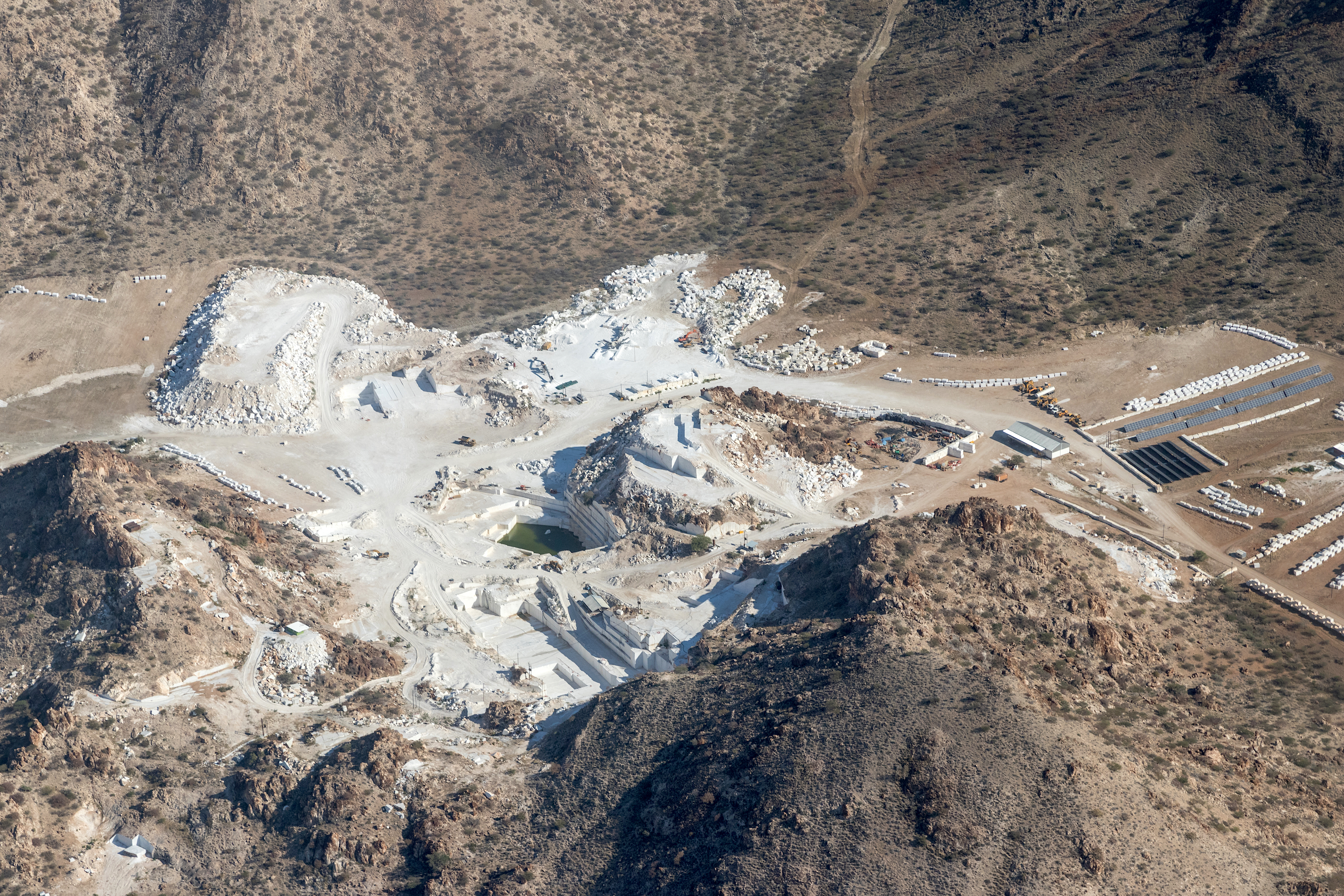
Miniera di Marmo in Karibib, Namibia

## Estrazione e lavorazione

### Tipologie delle cave
La classificazione prevede come parametro le caratteristiche del territorio che ospita la cava, dando vita a due tipologie predominanti, cave di pianura e di monte.
Si definiscono cave di pianura quelle in cui tutte le lavorazioni vengono effettuate ad una quota inferiore al livello di campagna. Questa caratteristica implica un problema dovuto alle eventuali acque sotterranee che, infiltrandosi al di sotto della falda freatica, rendono umidi i cantieri; diventano quindi necessarie centrali di pompaggio e sistemi di canali per il loro allontanamento, rimedio decisamente costoso.
Le cave aperte a quote collinari o montagnose si definiscono cave di monte e anche queste comportano un problema, la difficoltà del loro raggiungimento infatti richiede la costruzione di strade spesso lunghe e costose a causa del territorio generalmente accidentato. Capita che il costo elevato di tale opera non sia sostenibile da una singola attività di estrazione, si rende quindi necessario organizzare la cava come un bacino di estrazione dove accederanno più imprese. In alcune realtà dove l'economia dovuta all'estrazione del marmo è molto importante, come ad esempio nella provincia di Massa Carrara, le spese dovute alla costruzione di strade d'accesso alle cave vengono finanziate dalla pubblica amministrazione.
Il marmo di Yule, molto simile per aspetto al marmo di Carrara (ma poco adatto alla realizzazione di statue) viene estratto dal fianco di una montagna in Colorado alla quota di circa 2.800 m s.l.m., tra le maggiori rispetto a tutti i tipi di marmo.
L'impatto ambientale e paesaggistico delle cave di marmo è talvolta oggetto di controversie, ad esempio nel bacino delle Alpi Apuane, da dove si estrae il pregiato marmo di Carrara.

### Tecnologie di taglio
L'operazione principale che avviene nelle cave è l'estrazione; quest'ultima ha subito un'evoluzione dovuta principalmente alla scoperta di nuovi materiali in grado di incidere con maggiore efficacia e precisione il marmo. Quando l'uomo ancora non conosceva i metalli duri costruiva utensili di pietra, con cui era in grado di lavorare prevalentemente rocce tenere ma anche i più duri graniti. Successivamente, l'uomo conobbe e utilizzò il ferro per la costruzione di utensili che servivano ad incidere la roccia seguendo delle tecniche precise. Venivano applicate nelle venature del marmo (spesso sfruttando fratture naturali ed anfratti) leve di metallo e cunei di legno. Questi ultimi venivano imbevuti d'acqua in modo da gonfiarsi aumentando il loro volume e la relativa pressione sul blocco da staccare. Questa tecnica è stata del tutto superata con l'avvento della polvere da sparo. Negli ultimi cento anni il progresso tecnico ha portato un notevole sviluppo delle tecniche di taglio con conseguente incremento della produzione. Molto diffusa è stata la tecnica di taglio mediante l'utilizzo del filo elicoidale che sfruttava, quale materiale tagliente, sabbia quarzosa aggiunta all'acqua. Successivamente il carburo di silicio ha sostituito la sabbia e negli ultimi vent'anni il filo diamantato e le segatrici a catena hanno sostituito integralmente le tecnologie precedenti.

### Lastre
Il marmo, dopo l'estrazione dalle cave per mezzo di seghe "diamantate", oppure utilizzando la tecnologia dell'acqua pressurizzata, può essere lavorato a forma di lastre piane. Queste variano da uno spessore minimo di 1 cm, fino ad uno spessore massimo di circa 30 cm: lastre con spessore inferiore al centimetro risulterebbero eccessivamente fragili, scarsamente resistenti a sforzi di flessione e taglio, mentre spessori superiori consentono alla lastra di superare le fasi di lavorazione e trasporto evitando fessurazioni o rotture del materiale.
Una lastra con spessore superiore a trenta centimetri prende il nome di "massello". Le lastre e i masselli vengono lavorati con i centri di taglio. Le lastre di marmo vengono impiegate come finitura, ad esempio per rivestire pavimentazioni e talvolta pareti. Trattandosi di un materiale poroso tende ad assorbire sostanze oleose, ecco perché talvolta viene sottoposto a trattamenti protettivi specifici. Il costo di una lastra varia a seconda del pregio del marmo, della provenienza e del tipo di lavorazione adottata, oltre che, ovviamente delle dimensioni geometriche.

### Tecniche di lavorazione delle superfici
Le principali tecniche di lavorazione di superfici marmoree sono:
- Lucidatura – Levigatura: per la lucidatura dei prodotti finiti e delle lastre si utilizzano lucidatrici con manettone, a ponte e a nastro. Le lucidatrici a manettone o a ponte sono macchine dalla struttura molto semplice[opportuno spiegare], con quantità di produzione molto ridotta, a vantaggio della qualità che per alcuni materiali può essere elevata. Diversamente, le lucidatrici a nastro possono avere una grande produttività, con qualità comunque alta. Quest'ultimo tipo di macchine presenta un banco con un nastro dove depositare il materiale da lavorare; sopra il nastro scorre un ponte porta mandrini, cioè un sostegno mobile con degli apparecchi meccanici che montano abrasivi e lucidanti e tengono fermo il pezzo da lavorare. Nella lavorazione del marmo generalmente si utilizzano macchine con un numero di mandrini che varia fra otto e diciotto. Le lucidatrici a nastro trovano in Italia il loro più grande produttore: la Simec S.p.a. Di Castello di Godego, azienda riconosciuta a livello mondiale come l’inventrice di questa tecnologia[senza fonte]. Molto più diffusa è però la lucidatura chimica, che fa uso di prodotti chimici come gli acidi. Per il marmo vengono selezionati acidi contenenti alcuni ossidi, che impediscono alle sostanze corrosive di rovinare il materiale. Altre sostanze utilizzate sono i lucidanti, composti che vengono sfregati sul materiale per accentuare/aumentare la lucidità del marmo[capoverso tautologico].
- Fiammatura: insieme alla lucidatura è la tecnica di lavorazione più usata su superfici. Viene usata per le pavimentazioni esterne perché offre sia un piacevole effetto decorativo che un effetto antisdrucciolo. Questa lavorazione prevede uno shock termico, provocato da un cannello alimentato con ossigeno e propano, che fa scoppiare la superficie della lastra facendone risaltare il colore naturale e conferendole una certa rugosità. Questo procedimento si può effettuare solo sul granito con una grana grossa in quanto la particolarità della lavorazione consiste nel fatto che i cristalli di quarzo scoppiano alle alte temperature cosa che non succede con i cristalli di calcare.[ovvero?]
- Bocciardatura: è una tecnica utilizzata per conferire alla lastra un aspetto di superficie scolpita e quindi non semplicemente levigata, lisciata. Le macchine per questo tipo di lavorazione utilizzano un piano rulli per lo scorrimento del materiale da lavorare e un martello pneumatico provvisto alla sua estremità di utensili di materiale duro che hanno lo scopo di scolpire la superficie.
- Rigatura
- Sabbiatura: prevede una levigazione della lastra sfruttando il getto di acqua mista a sabbia attuato da un ugello che scorre a velocità regolabile sul pezzo da lavorare, adagiato anche in questo caso su un piano di rulli.
- Spazzolatura, antichizzazione: è una tecnica che serve per conferire alla superficie della lastra un aspetto consumato (per questo è chiamata anche antichizzazione). La lavorazione si esegue mediante l'uso di spazzole abrasive applicate a macchinari per la levigatura. Le spazzole vanno ad incidere maggiormente là dove il materiale presenta concentrazioni più tenere e quindi si ottiene una superficie irregolare ma lucida. Questa tecnica si va via via sempre più diffondendo ed è possibile intensificare l'effetto mediante la precedente bocciardatura del materiale.
- Acidatura: mediante appositi acidi che operano una corrosione sulla lastra, la superficie del marmo viene incisa creando una finitura grezza anticata che mette in evidenza le venature del marmo che vengono, a seconda del grado di acidatura scavate ancor di più. Questa tecnica rende la lastra in precedenza lucida o grezza anticata con una finitura che però si presenterà irregolare e con delle morbide cavità. L'acidatura è efficace sulla maggior parte dei marmi morbidi, molto dipende dalla durezza e composizione dello stesso.

Ormai tutte queste macchine prevedono anche sistemi di carico e scarico sui piani di rulli, progettati per rendere sicuro il posizionamento di pezzi fragili come le lastre, il cui danneggiamento causerebbe una perdita di profitto.